# 奥朗加巴德邦加尔
奥朗加巴德邦加尔（Aurangabad Bangar），是印度北方邦Mathura县的一个城镇。总人口8819（2001年）。

## 人口
奥朗加巴德邦加尔2001年总人口8819人，其中男性4716人，女性4103人；0—6岁人口1667人，其中男881人，女786人；识字率61.95%，其中男性为70.06%，女性为52.62%。